# 張庚 (清朝)
張庚（1685年—1760年，康熙24年–乾隆25年），原名焘，字瓜田、苧村，號浦山、公之千、瓜田逸史、白苧村桑者、彌伽居士，浙江秀水人（今浙江嘉興）。幼時無父，由母親金氏以女工撫養長大，雍正13年由湖北學使者楙原（蔣泰再從侄）舉薦，應詔博學鴻儒科，然未有下文。擅作古詩、山水畫，精鑑別，學問淵博，多有編攥、校註書籍。晚年隱居。

## 作品
- 《通鑑綱目釋地糾謬補注》，糾謬六卷、補注六卷，共十二卷。
- 《強恕齋集》，文鈔五卷、詩鈔四卷，共九卷。
- 《國朝畫徵錄》，張庚於西元1722年（康熙61年）開始編撰，成書於1735年（雍正13年），蔣泰、湯之昱校之，另有蔣泰作敘，商邱、侯肩負、龍山題詞。原編三卷，後擴增2卷，收錄豫章、山東，長、漢江等中原、江南地區，畫家事蹟、籍貫，他人評語則至於附錄，[3]以嚴格的態度評論淵源流派、造詣深淺。
- 《浦山論畫》
- 《五經臆》
- 《蜀南紀行略》
- 《檠瑣記》
- 《瓜田詞》[4]